# Flemmühle
Flemmühle ist ein Gemeindeteil der Stadt Pappenheim im Landkreis Weißenburg-Gunzenhausen (Mittelfranken, Bayern). Flemmühle liegt in der Gemarkung Geislohe.

## Geographie
Die Einöde liegt auf der Fränkischen Alb am nördlichen Rand des Treuchtlinger Schambachtales auf einer Höhe von 458 m ü. NHN zwischen dem Treuchtlinger Gemeindeteil Obere Papiermühle und der Potschmühle des Weißenburger Gemeindeteils Suffersheim. Von der Staatsstraße 2216 führt ein Verbindungsweg zur Mühle, die von einem vom Schambach abgeleiteten Mühlbach betrieben wird.

## Vorgeschichtliches
Bei der Mühle wurden Scherben schrägkannelierter ovalfacettierter Gefäße vom Typ Friedenhain-Přešťovice gefunden.

## Geschichte
Im Salbuch des Amtes Pappenheim von 1434 ist ein „Flempetter“ erwähnt. Ein Beleg von 1511 sagt aus, dass der „Flemhof“ und eine Mühle Abgaben zu leisten haben an Ehenheim von Geyern. Die Zugehörigkeit zum Adelsgeschlecht der Schenk von Geyern ist auch für 1515 belegt. 1537 wird ein Peter Flendt als Müller erwähnt. 1574 unterstehen Hof und Mühle der „Jurisdiction Pappenheim-Weißenburg“ und dem Verwalteramt Geyern. 1655 erscheint die Bezeichnung „Flemmühl“. Für 1705 erfährt man, dass die Mühle im geyerschen Bezirk auch Walk- und Sägemühle ist. Später trat die Herrschaft Geyern die Mühle an die Herrschaft Pappenheim ab.
Am Ende des Alten Reiches unterstanden die Flemmühle und der Flemmhof  hoch- und niedergerichtlich der Herrschaft Pappenheim; pfarrlich waren sie an das evangelische Neudorf angegliedert.
Mit der Bildung des Königreichs Bayern 1805/06 wurden die Flemmühle und der Flemmhof 1808 innerhalb des bis 1848 bestehenden Justizamtes Pappenheim als Herrschaftsgericht I. Klasse zum Steuerdistrikt „Dietfurth“ (Schreibweise bis 1875) zugeschlagen. 1811 wechselte die Zugehörigkeit: Nunmehr gehörte die Flemmühle zur Ruralgemeinde Schambach. Zu der beim nächsten Gemeindeedikt 1818 neu gebildeten Gemeinde Geislohe, die dem Herrschaftsgericht Pappenheim und ab 1862 dem neu gebildeten Bezirksamt Weißenburg (ab 1939 Landkreis) angehörte, gehörte die Mühle ab 1824. Daran änderte sich nichts bis zur Gebietsreform in Bayern, die am 1. Mai 1978 die Eingemeindung von Geislohe mit der Flemmühle in die Stadt Pappenheim mit sich brachte.
Flemmühle hat die Hausnummern 1 und 2. Neben der Mühle befinden sich ein ehemaliges Korbhaus von 1833 und  eine Scheune in Jurabauweise mit Legschieferdach aus der ersten Hälfte des 19. Jahrhunderts.

### Einwohnerzahlen
- 1818: 16 Einwohner[11]
- 1824: 12 Einwohner, 4 Gebäude[11]
- 1846: 11 Einwohner, 5 Familien, 3 Häuser[12]
- 1861: 16 Einwohner, 8 Gebäude[13]
- 1950: 17 Einwohner, 2 Wohngebäude[11]
- 1961: 8 Einwohner, 2 Wohngebäude[14]
- 1987: 9 Einwohner[1]